# Железнодорожный транспорт в Боснии и Герцеговине
Железнодорожная система в Боснии и Герцеговине является преемницей Югославских железных дорог, после обретения независимости в 1992 году. Общая протяженность железных дорог составляет 1 031 км.
Две компании, действующие в сфере железнодорожных услуг, в соответствующих подразделениях после Дейтонского соглашения:
- Железные дороги Республики Сербской.
- Железные дороги Федерации Боснии и Герцеговины.

Железные дороги Федерации Боснии и Герцеговины и железные дороги Республики Сербской являются членами Международного союза железных дорог (МСЖД), с 1992 года и 1998, соответственно. Им были назначены отдельные коды страны, 44, в Республике Сербской и 50 в Боснии и Герцеговине.
Наиболее важные железнодорожные линии:
- Плоче — Мостар — Сараево — Зеница — Добой — Шамац — Винковци и далее на Центральную и Восточную Европу.
- Бихач — Приедор — Босански-Нови — Баня-Лука — Добой — Тузла — Зворник.